# Route forestière 2
Die Route forestière 2, kurz F2, war eine Straße auf Korsika, die 1854 durch den Décret Impérial 1782 festgelegt wurde. Sie wurde angelegt, um einen der Wälder Korsikas für die Holzwirtschaft zu erschließen. Betrieben durch den Staat hatte die Straße den Rang einer Nationalstraße. Die F2 band den Forêt de Zonza an den Hafen in Pinarellu an. In ihrem Verlauf kreuzte sie die
Nationalstraße 198. Ihre Länge betrug 15 Kilometer. 1973 wurde die Straße abgestuft.